# Gosau-Gruppe

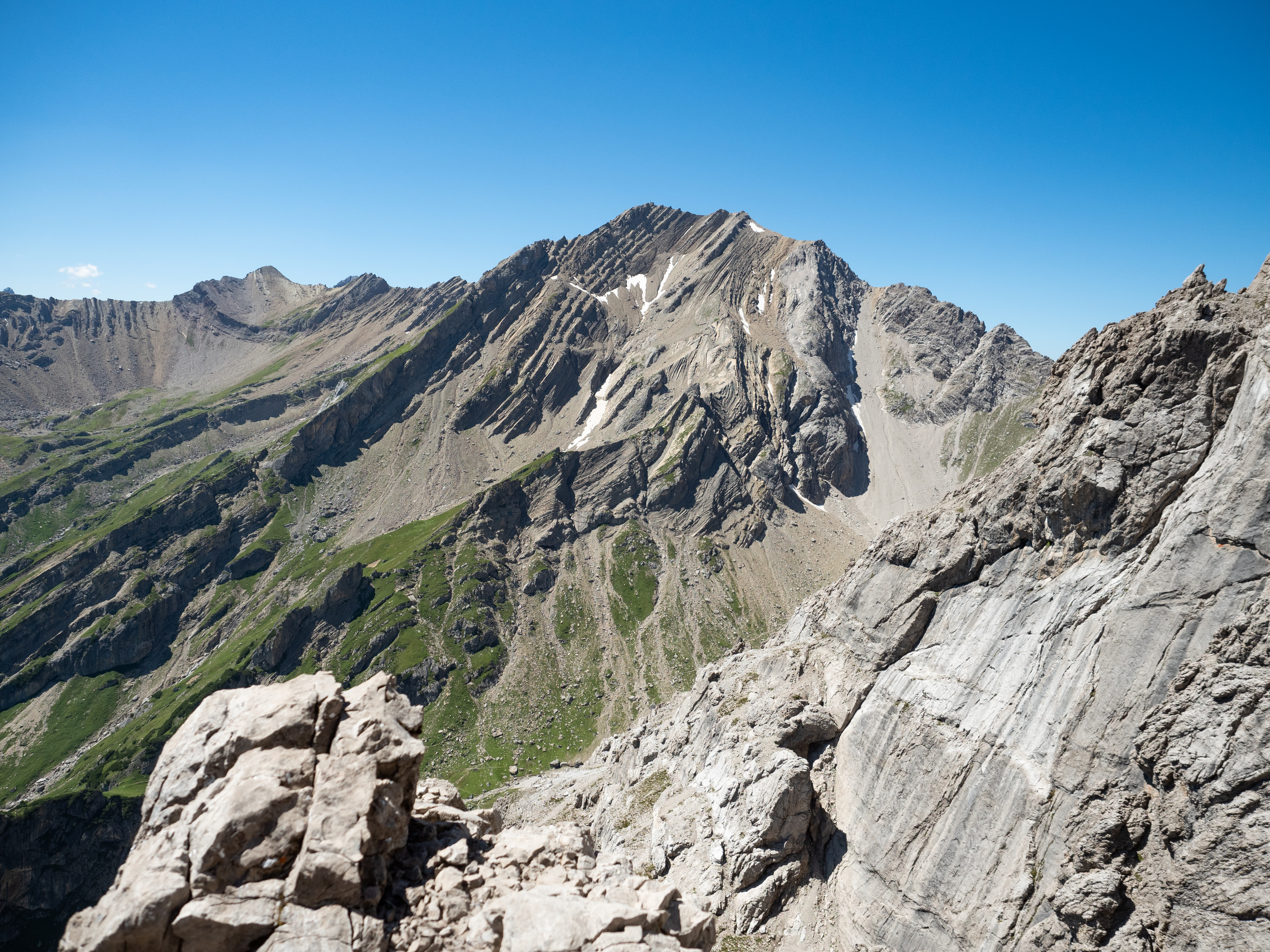
Der Muttekopf in den Lechtaler Alpen bei Imst, das mit höchstgelegene Gosauvorkommen

Die Gosau-Gruppe ist eine lithostratigraphische Gruppe in den Nördlichen Kalkalpen und in den östlichen Zentralalpen.

## Bildung
Die Gosausedimente wurden nach dem ersten Höhepunkt der Gebirgsbildung in der Mittelkreide (um 100 Mio. Jahre vor heute) diskordant (irregulär) auf dem damaligen Decken- und Faltengebäude abgelagert.
Die Gosausedimente sind das Ergebnis einer Transgression (Meeresvorstoß), die in der Oberkreide – nach einer Schichtlücke für das Turonium – im Coniacium, vor etwa 90 Millionen Jahren, eingesetzt hat. Die Sedimente der Gosau-Gruppe reichen im Paläogen bis ins untere Eozän, um 40 Mio. Jahre vor heute. Die Ablagerungen der Gosau-Gruppe sind in der Zeit der Gebirgsbildung in der Kreidezeit, der Kreideorogenese entstanden, die den Ostalpenraum erfasst hatte. Große Bereiche der archipelartigen Landschaft ragten damals aus dem Meer und deshalb bedecken die Sedimente nur Teile der Nördlichen Kalkalpen. Gosauische oder damit verwandte Sedimente finden sich neben den Nördlichen Kalkalpen und vereinzelt in den östlichen Zentralalpen, laut Alexander Tollmann auch in den Südalpen, Karpaten, Dinariden und noch weiter südöstlich im mediterranen Raum.
Entsprechend der Bildung in verschiedenen Becken schwankt die Mächtigkeit der Gosausedimente stark, bei Gosau erreichen sie eine Mächtigkeit von 2600 Metern, bei Gams und bei Grünbach ist die Gosau-Gruppe bis zu 2200 Meter mächtig.

## Forschungsgeschichte
Der Name Gosau als stratigraphischer Begriff wurde 1782 von J. Bohadsch eingeführt. Die britischen Geologen A Sedgwick und R. J. Murchison erstellten 1829 eine erste grobe Gliederung der Gosau in ihren beiden Arbeiten On the Overlying Deposits of the Vale of Gosau in the Salzburg Alps und On the Tertiary Formations which range along the Flanks of the Salzburg and Bavarian Alps; being a continuation of the memoir "On the Valley of Gosau". In den Jahren 1930 und 1931 folgte dann noch ihre Arbeit A Sketch of the Structure of the Eastern Alps; with Sections through the Newer Formations on the Northern Flanks of the Chain, and through the Tertiary Deposits of Styria, &c. &c - With Supplementary Observations, Sections, and a Map.  Aufbauend auf die Arbeiten der beiden Briten veröffentlichte August Emanuel von Reuss  seine Beiträge zur Charakteristik der Kreideschichten in den Ostalpen, besonders im Gosauthale und am Wolfgangsee.
Typlokalität ist das Gosauer Becken um Gosau im oberösterreichischen Salzkammergut.

## Vorkommen
Gosauvorkommen in den Nördlichen Kalkalpen gibt es im Bereich der Lechtaler Alpen westlich von Imst, die sogenannte Muttekopfgosau, im Tiroler Unterland im Bereich des Brandenberger Tales, im Raum Wörgl und bei Kössen, im Raum der Stadt Salzburg bis Bad Reichenhall sowie im Bundesland Salzburg im Bereich des Wolfgangsees, in Oberösterreich bei Gosau im Salzkammergut, im Raum Windischgarsten, bei Laussa bis Großraming im Reichraminger Hintergebirge, in der Steiermark bei Wörschachwald am Südrand des Toten Gebirges, bei Gams bei Hieflau und im Mariazeller Becken. In Niederösterreich gibt es Gosauvorkommen unter anderem auch bei Grünbach am Schneeberg/Neue Welt sowie bei Gießhübl. Daneben gibt es noch zahlreiche kleine und kleinste Gosauvorkommen. Im zentralalpinen Bereich gibt es westlich von Graz die Kainacher Gosau und in Kärnten die Krappfeldgosau.
Aufgrund von tektonischen Vorgängen und Erosion entsprechen die heutigen Gosauvorkommen nicht mehr ihrer ursprünglichen Ausbreitung.

## Untergliederung
Die Sedimentation der Gosausedimente in verschiedenen Becken erschwert eine lithostratigraphische Zuordnung der jeweiligen Einheiten, die außerdem oft zu verschiedenen Zeiten abgelagert wurden. So gibt es Formationen, die sich nur auf eine oder wenige Gosauvorkommen beschränken, andere Formationen hingegen, wie die konglomeratische Kreuzgraben-Formation oder die am Beckenabhang entstandene Nierental-Formation sind in mehreren Gosauvorkommen ausgebildet.
Die Gruppe wird in eine Untere Gosau-Subgruppe und eine Obere Gosau-Subgruppe (veraltet Tiefere/Höhere Gosau) unterteilt, die durch eine Phase der neuerlichen Heraushebung und Erosion, Intragosauischen Phase genannt, getrennt sind.
Am Beginn der gosauischen Transgression, meist im Coniacium (90–86 Mio. Jahre) bildete sich ein Basiskonglomerat, die Kreuzgraben-Formation. An einigen Lokalitäten, wie etwa bei Grünbach, erfolgte die erste Transgression später, im folgenden Santonium (86–84 Mio. Jahre). Auf diese Konglomerate folgen dann meist fossilreiche Sandsteine, Mergel und Kalke einer Flachwasserfazies, diese Untere Gosau wird auch Flachwassergosau genannt. Teilweise sind auch Kohleflöze zu finden, wie in der Gosau von Grünbach. Die Untere Gosau-Subgruppe umfasst also terrestrische bis seichtmarine Ablagerungen.
Nach der Hebungsphase kam es im oberen Campanium (um 80 Mio. Jahre) zu einem raschen Absinken der Kalkalpen. Die Sedimente der Oberen Gosau wie die Zwieselalm-Formation, die Gießhübl-Formation oder die Brunnbach-Formation, sind damit häufig Tiefwasserbildungen, die teilweise unter der Calcit-Kompensationstiefe gebildet wurden. Für die obere Gosau wird daher manchmal die Bezeichnung Tiefwassergosau oder auch Flyschgosau verwendet.
Für die untere Gosauzeit sind um die 4–5 Millionen Jahre anzusetzen, für die intragosauische Hebung um die 8 Millionen Jahre, und für die obere Gosauzeit um 7–10 Millionen Jahre. Häufig liegt auch die obere Gosau diskordant auf der unteren Gosau.
Die Zwieselalmformation von Gosau, als späteste Schicht, liegt heute auf um die 1500 Meter Seehöhe, wurde also über 4 km gehoben.
Abfolge der Gosaugruppe an einigen Lokalitäten:

### Typlokalität Gosau

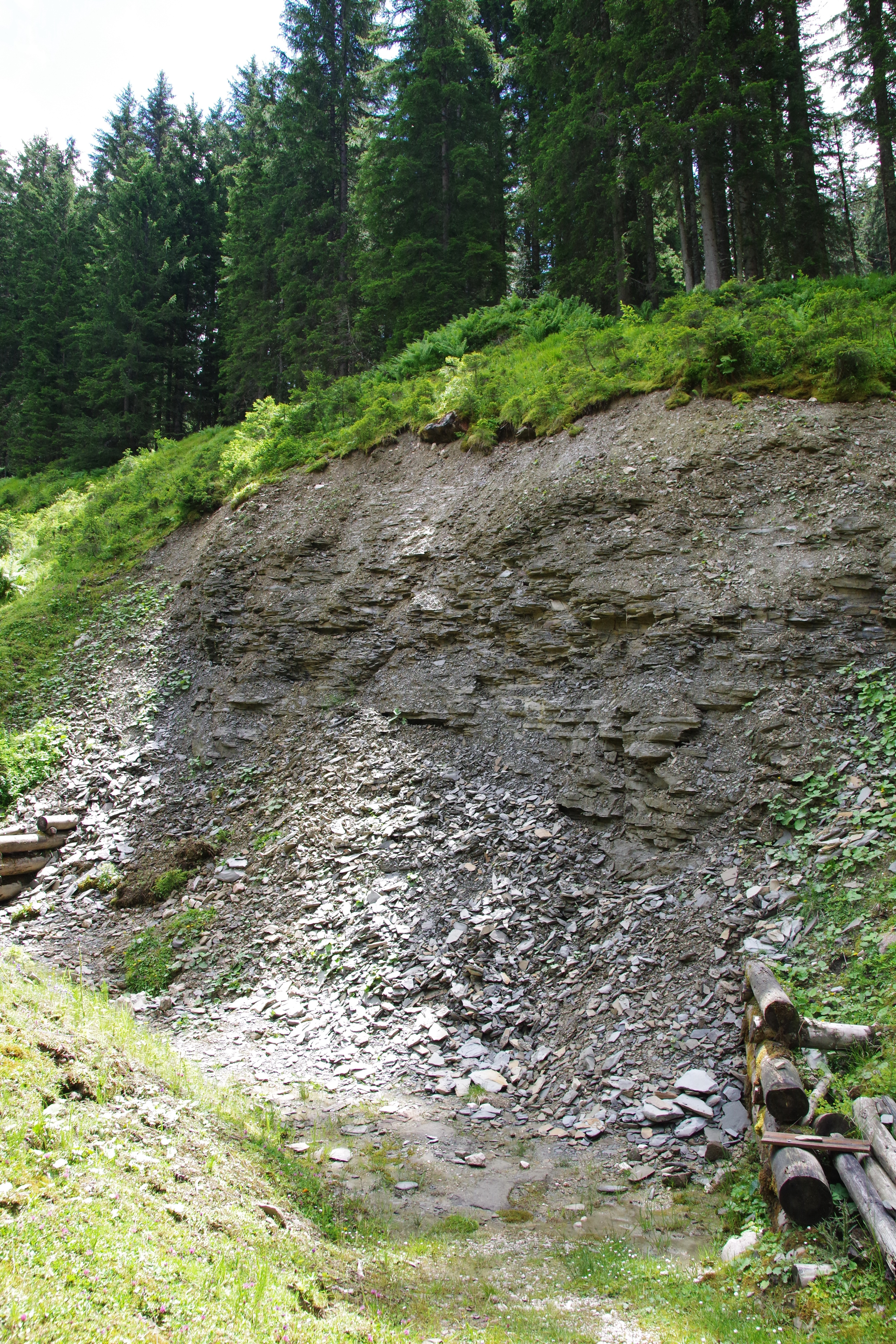
Sandstein-Aufschluss der Ressen-Formation (ehemalige Schleifstein-Gewinnung), Gosau, nördlich des Großen Löckenmooses

Im Raum Gosauer Becken – Pass Gschütt – Abtenauer Becken:
- Kreuzgraben-Formation (Coniacium–Santonium, alluvial-fluvatile Ablagerungen von Schwemmfächern)
- Streiteck-Formation (Santonium)
- Grabenbach-Formation (Santonium)
- Hochmoos-Formation (Santonium)
- Bibereck-Formation (Campanium)
- Ressen-Formation (Campanium)
- Nierental-Formation (Campanium–Paläozän)
- Zwieselalm-Formation (Maastrichtium-Eozän)

Die Typlokalitäten der meisten dieser Schichtglieder finden sich ebenfalls hier im Raum.

### Salzburg – Bad Reichenhall
Nordwestliche Fortsetzung jenseits der Salzach:
- Basale rote Konglomerate (Kreuzgraben-Formation)
- Sandsteine und sandige Mergel (Glanegger Schichten – lokal)
- detritäre Karbonate (Untersberg-Formation – lokal)
- Mergel mit Tempestiten (Grabenbach-Formation)
- Tiefwassersedimente (Nierental-Formation)

### Laussa – Großraming
Gosau der Weyrer Bögen, östlich der Windischgarstener Gosau: Tiefere Gosau fehlt abschnittsweise, nach-intragosauische Schichten nur kleinräumig vorhanden, daher liegen obergosauische, insbesondere Brunnbachschichten, oft direkt auf vorgosauischem Hauptdolomit. Interessant ist hier besonders die Süd–Nord-Beziehung.
Untere Gosau:
- Bauxit (terrestrisch-subtropisches Erosionsrelief, Turon)
- Basale rote Konglomerate (Kreuzgraben-Formation, alluvial-fluvatil, bis 100 m mächtig)
- Süßwasserkalk, -Mergel (graubraun bis schwarz, teils bituminös, bis 20 m mächtig)
- im Norden (Ramingstein):

- Kalksandstein (randmarin bis neritisch, vereinzelt geröllführend, bis einige 10er-Meter mächtig, mittleres bis unteres Conacium)

- im Süden (Weißwassergebiet):
  - Konglomerat, Sandstein und siltige Mergel (randmarin mit Deltasedimenten und Sturmschill, vereinzelt kohleführend, bis 260 m mächtig, Oberturon–Mittelconiac)
  - Rudistenkalk-Sandsteine (Lagune mit Riffstrukturen, bis 50 m mächtig)
- Grauer, teilweise stark siltiger Kalkmergel (Weißwasser-Formation – lokal, Schelf bis 150 m Meerestiefe einer Transgression, im Norden Conac, wenig mächtig; im Süden Santon, bis 150 m mächtig)

Obere Gosau:
- Turbiditische Karbonatbreccie, Kalksandstein (Spitzenbach-Formation – lokal; > 150 m mächtig); Kalkkonglomerat (Hieselberg-Formation – lokal, wohl Subformation der Spitzenbachschichten, submarine Schuttströme aus Hauptdolomit, > 200 m mächtig)
- Turbiditische Abfolge von Karbonatbreccie, Sandstein, bunte Mergel (Brunnbach-Formation – lokal; tiefmarine Fächer-Sedimente, bis 1000 m mächtig, wohl zur Nierental-Formation zu stellen)

## Fossilführung

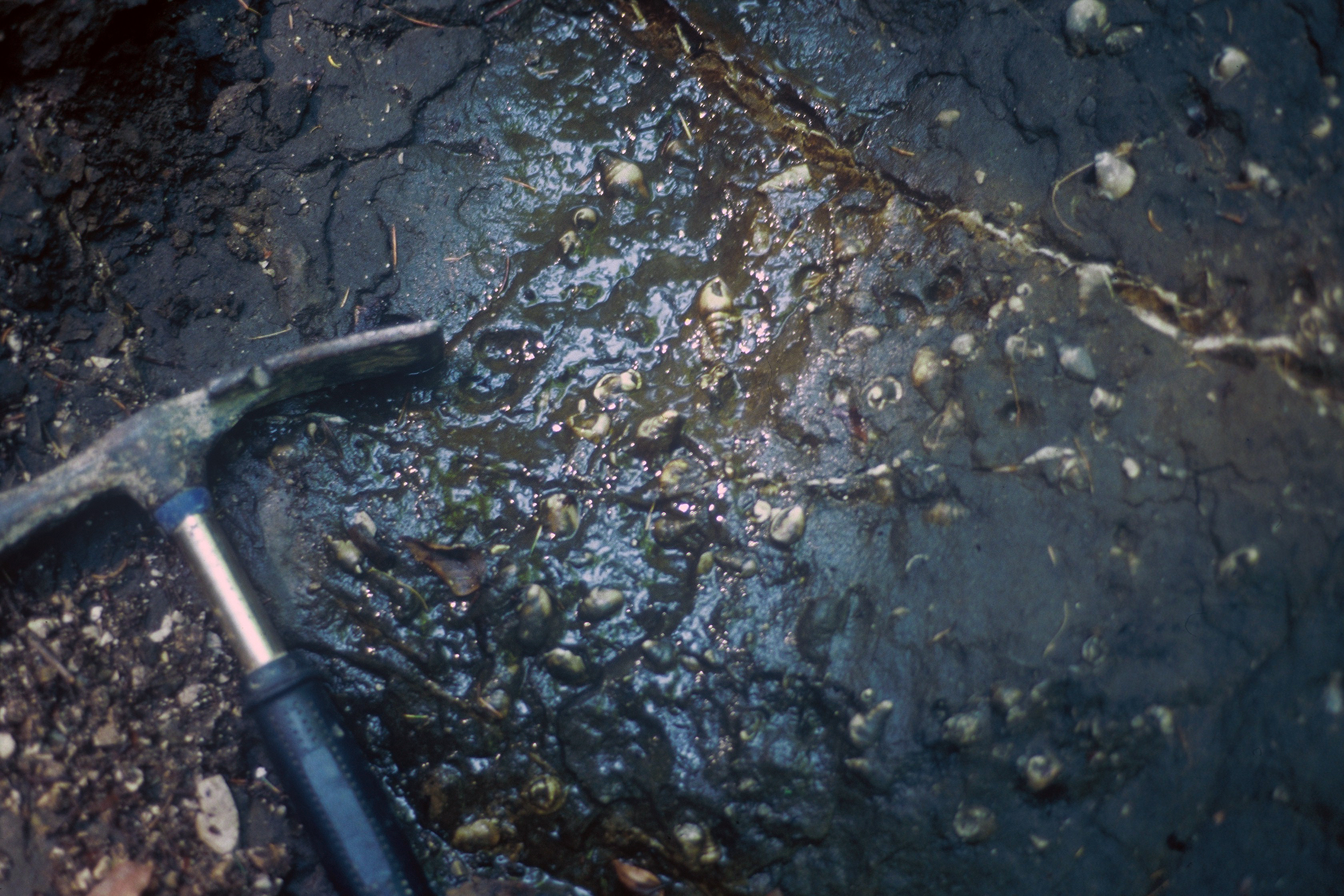
Gastropodenreicher Sandstein in einem kleinen Gosauvorkommen im Seebachtal bei Lunz am See

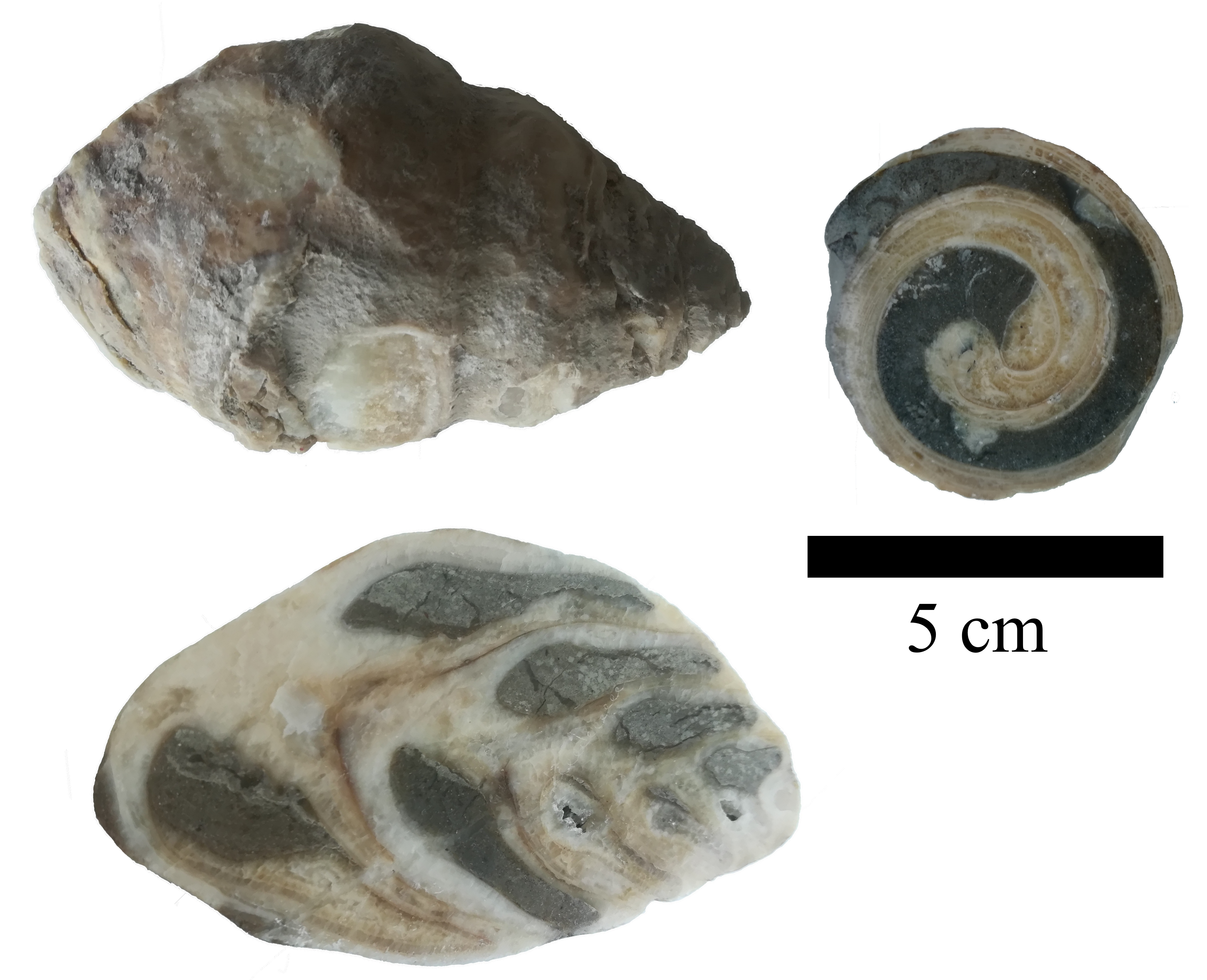
Drei ungefähr gleich große Exemplare von Trochactaeon conicus (Actaeonellidae) in unterschiedlichen Schnittebenen aus den Gosau-Schichten von Rußbach am Paß Gschütt.

Bekannt geworden ist die Gosau-Gruppe nicht zuletzt durch ihren teilweise außerordentlichen Fossilreichtum. So ziert infolge des Fundes eines fast einen Meter großen Riesenammoniten der Spezies Parapuzosia seppenradensis im Jahr 1971 seit dem Jahr 1979 ein Ammonit das Gemeindewappen von Gosau.
Neben Ammoniten kommen Actaeonellen, Nerineen und andere Gastropoden sowie auch verschiedene Korallen besonders häufig als Fossilien vor. Muscheln wie Rudisten, vor allem Hippuritoideen, kommen zum Teil in einem riffbildenden Ausmaß vor. Wertvolle Mikrofossilien hinsichtlich einer Zonengliederung sind Foraminiferen.

## Bodenschätze

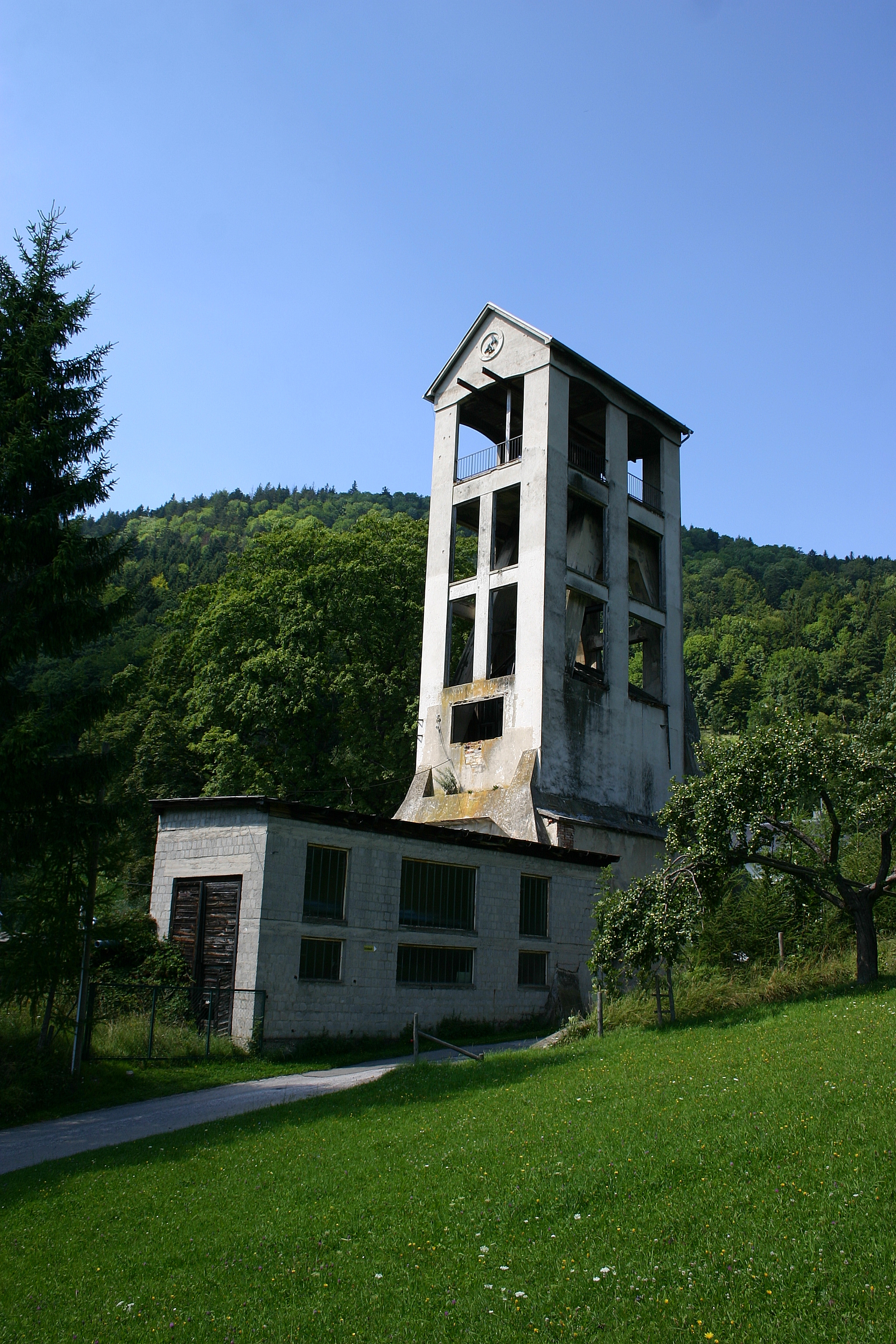
Ein Zeuge des ehemaligen Steinkohlebergbaus in Grünbach

An der Basis der Gosaugruppe befindet sich an einigen Orten Bauxit, der sich unter tropischen Bedingungen im Turonium bildete. Am bekanntesten ist das Bauxitvorkommen bei Unterlaussa, das bis 1964 abgebaut wurde.
In Regressionsphasen bildete sich an einigen Orten in den Nördlichen Kalkalpen aber auch in den Zentralalpen Kohle. Die (inzwischen ausgebeutete) gosauische Kohle von Grünbach am Schneeberg bildete die wichtigste Steinkohlelagerstätte Österreichs.